# استن پولسون
استن پولسون (سوئدی: Sten Pålsson؛ زادهٔ ۴ دسامبر ۱۹۴۵) بازیکن فوتبال اهل سوئد بود.
وی همچنین در تیم ملی فوتبال سوئد بازی کرده‌است.